# Gorjane (Vrapčište)
Gorjane (makedonsky: Горјане, albánsky: Gorjan) je vesnice v Severní Makedonii. Nachází se v opštině Vrapčište v Položském regionu. Dříve spadala do opštiny Negotino-Pološko. 
Podle sčítání lidu z roku 2002 žije ve vesnici 70 obyvatel, všichni jsou albánské národnosti. 